# Buléon
 Buléon  (en bretón Buelion) es una población y comuna francesa, situada en la región de Bretaña, departamento de Morbihan, en el distrito de Pontivy y cantón de Saint-Jean-Brévelay.

## Demografía
| 546 | 523 | 540 | 509 | 492 | 424 |
| Para los censos de 1962 a 1999 la población legal corresponde a la población sin duplicidades (Fuente: INSEE [Consultar]) |     |     |     |     |     |